# Carl Semper (Landrat)
Carl Ferdinand Semper (* 2. Juli 1870 in Stralsund; † 18. März 1962 in Göttingen) war ein deutscher Ministerialbeamter.

## Leben

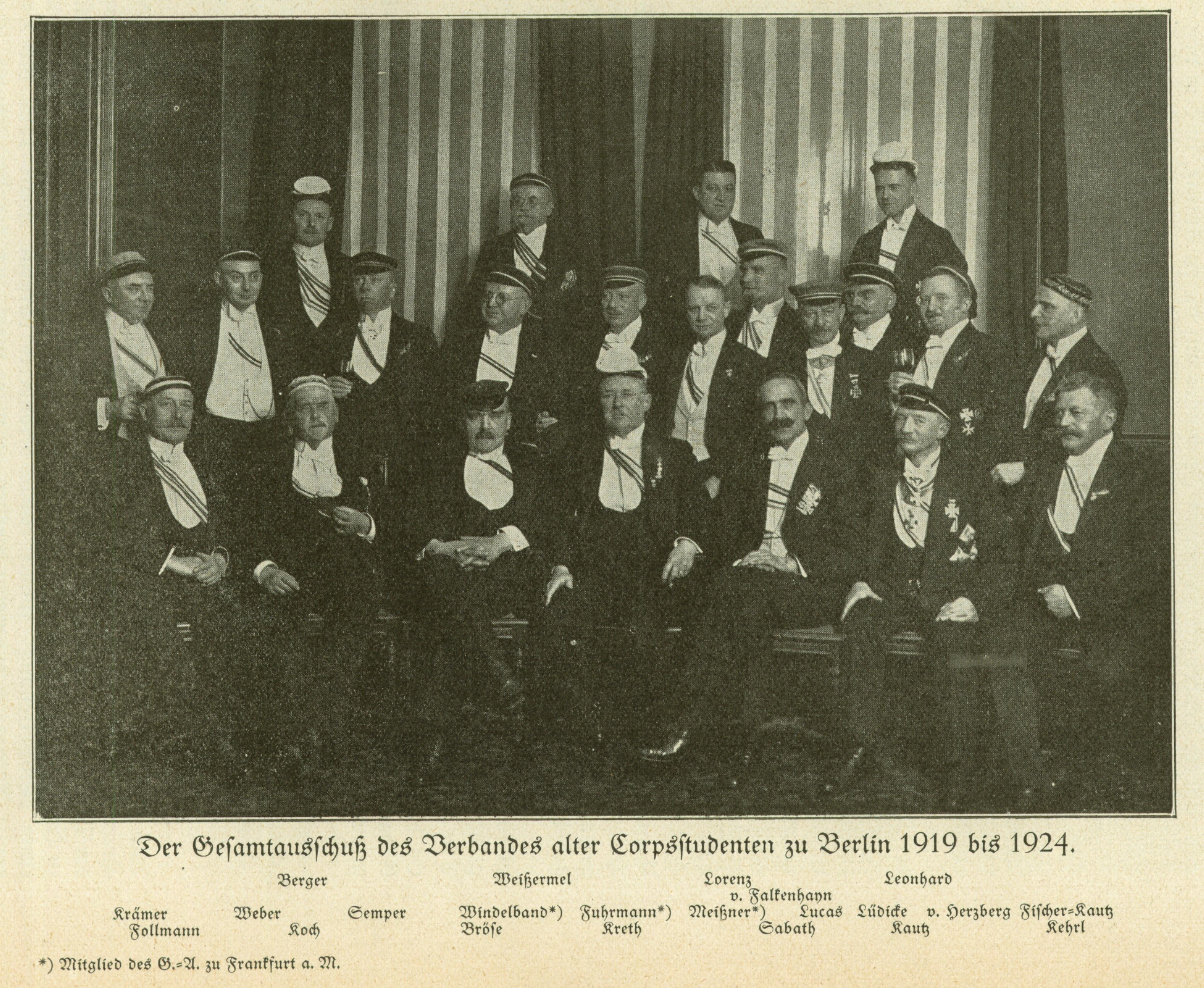
Semper im Gesamtausschuss des VAC

Carl Ferdinand Semper wurde als Sohn des Geh. Oberregierungsrates Erwin Theodor Semper (1838–1897) geboren. Sein Großvater väterlicherseits war der Fabrikant Johann Karl Semper (* 14. März 1796 in Hamburg; † 5. Februar 1881 in Altona), sein Großvater mütterlicherseits war der Kieler Fabrikant August Howaldt. Gottfried Semper, Namensgeber der Semperoper, war sein Großonkel. Nachdem er das Gymnasium in Hannover und Hildesheim besucht hatte, studierte er Rechtswissenschaft an der Universität Lausanne und der Ruprecht-Karls-Universität Heidelberg. 1889 wurde er im Corps Vandalia Heidelberg aktiv. Als Inaktiver wechselte er an die Friedrich-Wilhelms-Universität zu Berlin.  Das Rechtsreferendariat absolvierte er in Itzehoe, Neumünster und Berlin. Den Vorbereitungsdienst für die innere Verwaltung durchlief er in Schleswig, Segeberg und Hildesheim.
Als Regierungsassessor war Semper beim Landratsamt des Kreises Niederbarnim und im Preußischen Ministerium des Inneren tätig. Von 1903 bis 1914 war er Landrat des Kreises Wittlich. Im  Ersten Weltkrieg war er nach der Schlacht bei Longwy von 1915 bis 1916 Vertreter des Chefs der Zivilverwaltung für Longwy und Briey. Er war seit 1916 Vortragender Rat im Preußischen Finanzministerium und wurde 1920 im Freistaat Preußen zum Präsidenten der Preußischen Zentralgenossenschaftskasse ernannt. Als die sogenannte Preußenkasse Ende 1927 an den Rand der Illiquidität geriet, musste er sein Amt aufgeben. Bis zu seiner Verabschiedung war er Aufsichtsratsvorsitzender der Deutschen Genossenschafts-Hypothekenbank. Außerdem saß er im Verwaltungsrat der Deutschen Rentenbank-Kreditanstalt und der Girozentrale der Österreichischen Genossenschaften sowie im Aufsichtsrat der Deutschen Landesbankenzentrale AG. 1931 promovierte er im Alter von 61 Jahren zum Dr. iur.
Von 1920 bis 1924 saß er im Berliner Gesamtausschuss des VAC. Von 1937 bis 1948 war er Zwingherr der Gesetzlosen Gesellschaft zu Berlin. Er starb im Alter von 91 Jahren.
Seine Ehefrau war Charlotte Grandke. Die Tochter Hildegard heiratete 1937 in Berlin den Wend Graf zu Eulenburg-Hertefeld, Sohn der Marie Freiin Mayr von Meinhof und des Friedrich-Wend 2. Fürst zu Eulenburg und Hertefeld.

## Ehrungen
- Eisernes Kreuz II. Klasse
- Roter Adlerorden 4. Klasse
- Geh. Finanzrat (1916)
- Landwehrdienstauszeichnung II. Klasse
- Verdienstkreuz für Kriegshilfe (Preußen)